# Георги Велчев
 Тази статия е за художника.  За политика вижте Георги Велчев (политик).  
Георги Атанасов Велчев е български художник. Той е един от новаторите в българското изкуство от 20-те години на XX век и е сред най-големите майстори на морския пейзаж.

## Биография и творчество
Велчев е роден във Варна през 1891 г. Родителите му се преселват от Жеравна, баща му Атанас Велчев отваря първата книжарница в града. Още като ученик пътува до Русия и успява да се наслади на невероятните колекции на Ермитажа и Третяковската галерия.
Постъпва в Държавното художествено-индустриално училище в София през 1910 г. заедно с Христо Каварналиев, Кирил Дюлгеров и Йордан Пиндиков, учи при Иван Мърквичка и Стефан Иванов. Прекъсва следването си 2 пъти във връзка със започнали войни. По време на Първата световна война (1915 – 1918) става военен художник в Щаба на Първа армия: пленен е и откаран във Франция. След войната завършва следването си през 1920 г.
Още в най-ранните си творби от 1917 – 1920 г. проявява склонност към по-модерна и освободена живописна образност, която гравитира към импресионистични, постимпресионистични и символистични интонации.
От 1920 до 1922 г. Велчев живее в Париж. Великолепните маслени и гвашови творби, създадени тогава, показват привързаността му към стилистиката на Пиер Бонар и към естетическите принципи на набистите (пророци – от еврейски). Те създават символистично изкуство, фаворизиращо ценността на поетичното съзерцание, на романтичния, а понякога и мистичен поглед към природата и човека, на духовното вглъбение. Изграждат естетски, изтънчен картинен свят с форма, подчертаваща силната си самостойна роля. Творбите на Георги Велчев от парижкия му период са чудесно превъплъщение на тази естетика, изпълнени са в изящен поантилистичен стил, носят лирични настроения и едно особено, самотно тайнство.
През 1923 г. той пребивава в Германия – в Мюнхен, Берлин, Бремен. Има добре приети изложби в Карлсруе и Висбаден, рисува в планините на Тирол, посещава и Италия. Поканен е от известния символист и експресионист Хайнрих Фогелер в знаменитата художническа колония във Ворпсведе край Бремен.
От 1924 до 1931 г. е в Ню Йорк. В началото си изкарва хляба като градинар и фабричен работник, но не спира да рисува. Прави осем изложби, за които получава добри отзиви. Продава успешно. Пътува до Маями, Сан Франциско, Филаделфия, посещава Канада и Хавайските острови. Икономическата криза в САЩ го принуждава да се завърне в България, където остава до края на живота си. По пътя към Европа посещава Австралия и Китай. Велчев е от страстните пътешественици, които осъзнават огромното значение на познанието и свободното общуване в една космополитна културна среда.
В България художникът живее и работи в родната си къща във Варна. Той продължава неуморното си пътуване – в села и градчета, в планински и крайморски места – и съзерцава живота на малкия български свят. Създава в картините слънчевите дворове, на открехнатите стари вратници, на мостове и чешми, на селски и градски къщи и улици. Но най-силно е привлечен от морето като изобразителен мотив. В тези пейзажи витае особено напрежение, някакво драматично предчувствие, а понякога и символистичен дух. Маринистичните творби на Георги Велчев са ненадминати в българската класическа живопис и са съизмерими единствено с платната на Александър Мутафов. Активен участник е в Българския народен морски сговор.
Художникът постига изключителна автентичност и сетивно въздействие на изобразената природна среда. Невероятното усещане за материалност, за субстанцията на сухата скала, морската пяна и водата, движението на вълните е създадено с лекота, сигурност и умение, които имат само големите майстори. Свободният и експресивен живописен жест. Реализмът на Георги Велчев в този по-късен период на творчество е обогатен от импресионистични и символистични тонове, които му придават особено обаяние: романтична тайнственост и драматизъм, духовно съзерцание, сетивно любуване на природата, светлината и материята.
Георги Велчев е бил горд, доблестен и свободолюбив човек, непреклонен и откровен в изразяването на възгледите си. Високоинтелигентен, а и нескриващ склонността си към бохемско поведение, той е предизвикал върху себе си най-тежките обвинения от страна на властващите след 1944 г. Оказва се неразбран и отхвърлен от онова общество и умира беден и изоставен на 16 април 1955 г. на 64-годишна възраст. Най-известният му автопортрет от 1948 г. показва зрял, изпълнен с достойнство и воля творец, в чийто поглед се таи скептицизъм и разочарование.

## Художествен музей „Георги Велчев“
След смъртта на художника, брат му Владимир Велчев, който живее в САЩ и сестра му Павлина Велчева решават даряват родната му къща, тя е превърната в музей през 1961 г. с първи уредник Павлина Велчева.
След продължителен период, в който музеят не функционира, през 1996 г. той е възстановен и обновен изцяло от изкуствоведа Румен Серафимов. Той е уредник на музея от 1995 до 2007 г. Представителната експозиция от 70 живописни картини и гвашови рисунки е оформена и експонирана по нов начин. Тогава за първи път са показани творбите, създадени във Франция и Германия между 1920 и 1923 г., които представят художника в по-различна и истинска светлина като един от новаторите в кратковременния български модернизъм от началото на 1920-те години. Център и акцент в експозицията са най-добрите морски пейзажи на живописеца от 1930-те и 1940-те години, с които той е ненадминат майстор в България.
Музеят разполага с пет изложбени салона с обща площ 100 кв. м. и фонд от 239 творби. От 2008 г. е филиал на Градската художествена галерия „Борис Георгиев“ във Варна.

## Публикации
През 1970 г. е публикувана (Държавно издателство Варна) книгата-албум „Георги Велчев“ от Вичо Иванов. Основният текст в изданието е резюмиран и на френски и руски език, включени са 48 черно-бели репродукции, а също и скици от албума на художника.
Във връзка с честването на 125-годишнината от рождението на художника през 2016 г. Градска художествена галерия – Варна издава юбилеен каталог за изкуството му. В 160 страници са публикувани изследователски текстове на изкуствоведите Пламена Димитрова-Рачева, Ружа Маринска и Румен Серафимов, както и подробна биография на художника, в която освен житейските факти са посочени и всички негови изложби в България и чужбина. Изданието съдържа 164 цветни репродукции от най-добрите запазени творби на Георги Велчев и 21 черно-бели фотографии, илюстриращи моменти от неговия живот.

## Произведения
- „Воденицата на Мария Антоанета“,
- „Нос Св. Галина“,
- „Тревога в рибарския град“,
- „Буря във Варна“